# Ehrendivision 1944/45
Die Ehrendivision 1944/45 (auch Coupe de la Libération) war die 31. Spielzeit der höchsten luxemburgischen Fußballliga.
Die Meisterschaft wurde wegen des Krieges anders organisiert. Die Mannschaften wurden in geografische Zonen bzw. Gruppen  aufgeteilt. Für die Endrunde konnten sich sechs Teams qualifizieren: Zwei aus der Gruppe Zentrum und vier aus der Minettegruppe. Aus der Gruppe Nord kam kein Verein, da diese Region von den Alliierten besetzt war.
Titelverteidiger Stade Düdelingen gewann nach der Kriegspause den dritten Meistertitel in Folge.

## Gruppe Zentrum
- Sieger der 1. Serie: Spora Luxemburg
- Sieger der 2. Serie: Swift Hesperingen
- Sieger der 3. Serie: FC Avenir Beggen

| Pl. | Verein            | Sp. | S | U | N | Tore    | Diff. | Punkte |
| --- | ----------------- | --- | - | - | - | ------- | ----- | ------ |
| 1.  | Spora Luxemburg   | 2   | 2 | 0 | 0 | 009:200 | +7    | 04:0   |
| 2.  | FC Avenir Beggen  | 2   | 1 | 0 | 1 | 004:600 | −2    | 02:20  |
| 3.  | Swift Hesperingen | 2   | 0 | 0 | 2 | 005:100 | −5    | 0:40   |

|                   | Ergebnis |                   |
| ----------------- | -------- | ----------------- |
| Swift Hesperingen | 3:4      | FC Avenir Beggen  |
| Spora Luxemburg   | 3:0      | FC Avenir Beggen  |
| Spora Luxemburg   | 6:2      | Swift Hesperingen |

## Gruppe Minette
- Sieger der 1. Serie: Jeunesse Esch0000000002. Platz: The National Schifflingen
- Sieger der 2. Serie: Stade Düdelingen 0000002. Platz: US Düdelingen
- Sieger der 3. Serie: Red Boys Differdingen    2. Platz: Progrès Niederkorn

- Zu den drei Siegers qualifizierte sich auch der beste Zweitplatzierte der Play-off-Runde für die Endrunde:

| Pl. | Verein                    | Sp. | S | U | N | Tore    | Diff. | Punkte |
| --- | ------------------------- | --- | - | - | - | ------- | ----- | ------ |
| 1.  | The National Schifflingen | 2   | 2 | 0 | 0 | 006:300 | +3    | 04:0   |
| 2.  | Progrès Niederkorn        | 1   | 0 | 0 | 1 | 001:300 | −2    | 0:20   |
| 3.  | US Düdelingen             | 1   | 0 | 0 | 1 | 002:300 | −1    | 0:20   |

|                           | Ergebnis |                    |
| ------------------------- | -------- | ------------------ |
| The National Schifflingen | 3:2      | US Düdelingen      |
| The National Schifflingen | 3:1      | Progrès Niederkorn |
| Progrès Niederkorn        | 1        | US Düdelingen      |

## Endrunde

### Viertelfinale
| Datum          |                           | Ergebnis |                  |
| -------------- | ------------------------- | -------- | ---------------- |
| 30. April 1945 | Stade Düdelingen          | 3:1      | Jeunesse Esch    |
| 30. April 1945 | Red Boys Differdingen 1   | 2:3      | Spora Luxemburg  |
| 30. April 1945 | The National Schifflingen | 5:2      | FC Avenir Beggen |

### Halbfinale
| Datum       |                  | Ergebnis |                           |
| ----------- | ---------------- | -------- | ------------------------- |
| 6. Mai 1945 | Stade Düdelingen | 7:1      | Red Boys Differdingen     |
| 6. Mai 1945 | Spora Luxemburg  | 3:2      | The National Schifflingen |

### Finale
| Datum        |                  | Ergebnis |                 |
| ------------ | ---------------- | -------- | --------------- |
| 3. Juni 1945 | Stade Düdelingen | 6:0      | Spora Luxemburg |